# Туиги
Лесли Хорнби (на английски: Lesley Hornby) е английска манекенка, супермодел (топ модел), актриса и певица. Известна е под псевдонима Туиги (на английски: Twiggy, буквално „тънка, крехка“).
На 16-годишна възраст се запознава с лондонския фризьор Ленард и става лице на неговия салон за красота. Първата фотосесия с късата коса, която я прави популярна по цял свят, е направена от Бери Лейтган и благодарение на тези снимки, публикувани в „Daily Express“, е избрана за „лице на 1966 година“ Скоро след това тя става супермодел и икона на субкултурата на 1960-те. Според някои специалисти именно Туиги е първият супермодел.
Милиони момичета по света искат да са като нея и отслабват до изнемогване, което е известно като „синдром на Туиги“, имитират нейните грим, прическа и облекло. Тя става истинска визитна картичка на десетилетието. В 1970 г. Лесли заявява, че се отказва от кариерата си на супермодел. Тя играе в няколко филма и дори е наградена със Златен глобус. През 1971 г. излиза първият ѝ албум.